# 老约翰·默瑟·沃克
老约翰·默瑟·沃克（1907年1月15日—1990年8月17日）是一位美国医生和投资银行家，是老乔治·赫伯特·沃克的次子，第41任美国总统乔治·赫伯特·沃克·布什的舅舅，第43任美国总统乔治·沃克·布什的舅公。